# Kan Naoto
Kan Naoto (Nhật: 菅 直人 (Gian Trực Nhân) sinh 10 tháng 10 năm 1946) là một chính trị gia Nhật Bản, nguyên là Chủ tịch Đảng Dân chủ và Thủ tướng Nhật Bản.
Trước đó, ông là dân biểu trong hạ viện Nhật Bản, bộ trưởng thứ nhất (tương đương Phó Thủ tướng) trong Nội các của Hatoyama Yukio, phụ trách chiến lược quốc gia, chính sách kinh tế-tài chính, và chính sách khoa học-công nghệ. Trước đây, ông từng là Phó Chủ tịch Đảng Liên hợp Xã hội Dân chủ, Phó Chủ tịch Đảng Shinto Sakigake, Chủ tịch Đảng Dân chủ. Ông cũng từng giữ chức vụ Bộ trưởng Bộ Phúc lợi trong nội các đầu tiên của Hashimoto Ryutaro.

## Xuất thân
Kan Naoto sinh ngày 10 tháng 10 năm 1946 tại thành phố Ube, tỉnh Yamaguchi trong một gia đình công nhân. Khi đang học trung học phổ thông, gia đình ông chuyển lên Tokyo và ông tốt nghiệp phổ thông tại đây.
Ông học đại học tại Đại học Công nghệ Tokyo khoa vật lý, chuyên ngành vật lý học ứng dụng. Ông tốt nghiệp đại học vào năm 1970.

## Sự nghiệp chính trị
Sự nghiệp chính trị của Kan Naoto bắt đầu khi ông tham gia vào đội tham mưu của Ichikawa Fusae. Mặc dù thất bại khi ứng cử dân biểu hạ viện với tư cách ứng viên không thuộc đảng phái nào vào năm 1976, nhưng ông đã được Eda Saburo chú ý và từ đó trở thành đảng viên Đảng Liên hợp Xã hội Thị dân (tiền thân của Đảng Liên hợp Xã hội Dân chủ). Năm 1980, ông đắc cử dân biểu hạ viện.
Năm 1994, Đảng Liên hợp Xã hội Dân chủ giải tán, Kan Naoto gia nhập Đảng Shinto Sakigake.
Tháng 1 năm 1996, ông trở thành Bộ trưởng Bộ Y tế-Phúc lợi trong nội các của Hashimoto. Ở cương vị này, ông trở nên nổi tiếng vì xử lý vụ truyền máu nhiễm HIV và vụ thải giấy bất hợp pháp có quy mô lớn ở Teshima (tỉnh Kagawa), cũng như cho áp dụng chế độ mã số bảo hiểm hưu trí.
Năm 1996, Đảng Shinto Sakigake cải tổ thành Đảng Dân chủ. Kan Naoto cùng Hatoyama Yukio trở thành đồng Chủ tịch Đảng và ông giữ vị trí này cho đến năm 1999. Năm 2002, Kan Naoto lần thứ hai làm Chủ tịch Đảng Dân chủ và ở vị trí này đến năm 2003 khi Đảng Tự do được nhập vào Đảng Dân chủ.
Tháng 8 năm 2009, Đảng Dân chủ giành thắng lợi áp đảo trong cuộc bầu cử hạ viện. Nội các Đảng Dân chủ được thành lập và Kan Naoto trở thành nhân vật số 2 trong nội các sau Thủ tướng. Ông là quốc vụ khanh phụ trách chiến lược quốc gia kiêm bộ trưởng đặc biệt của văn phòng nội các phụ trách chính sách kinh tế, tài chính, khoa học và công nghệ.
Kan Naoto được bầu làm thủ tướng thứ 94 của Nhật Bản vào ngày 8 tháng 6 năm 2010.
Trong thời kỳ Kan Naoto làm Thủ tướng, Nhật Bản gặp phải thảm họa động đất - sóng thần - sự cố nhà máy điện hạt nhân ở Fukushima và ông chịu nhiều phê phán về năng lực đối phó và xử lý thảm họa. Ông tuyên bố từ chức ngày 26 tháng 8 năm 2011 và chính thức bàn giao chức vụ cho Noda Yoshihiko ngày 2 tháng 9 năm 2011.

## Hình ảnh

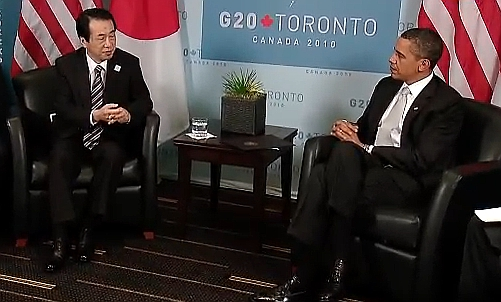
Kan và Barack Obama tại Hội nghị G20 ở Toronto, 27 tháng 6 năm 2010.
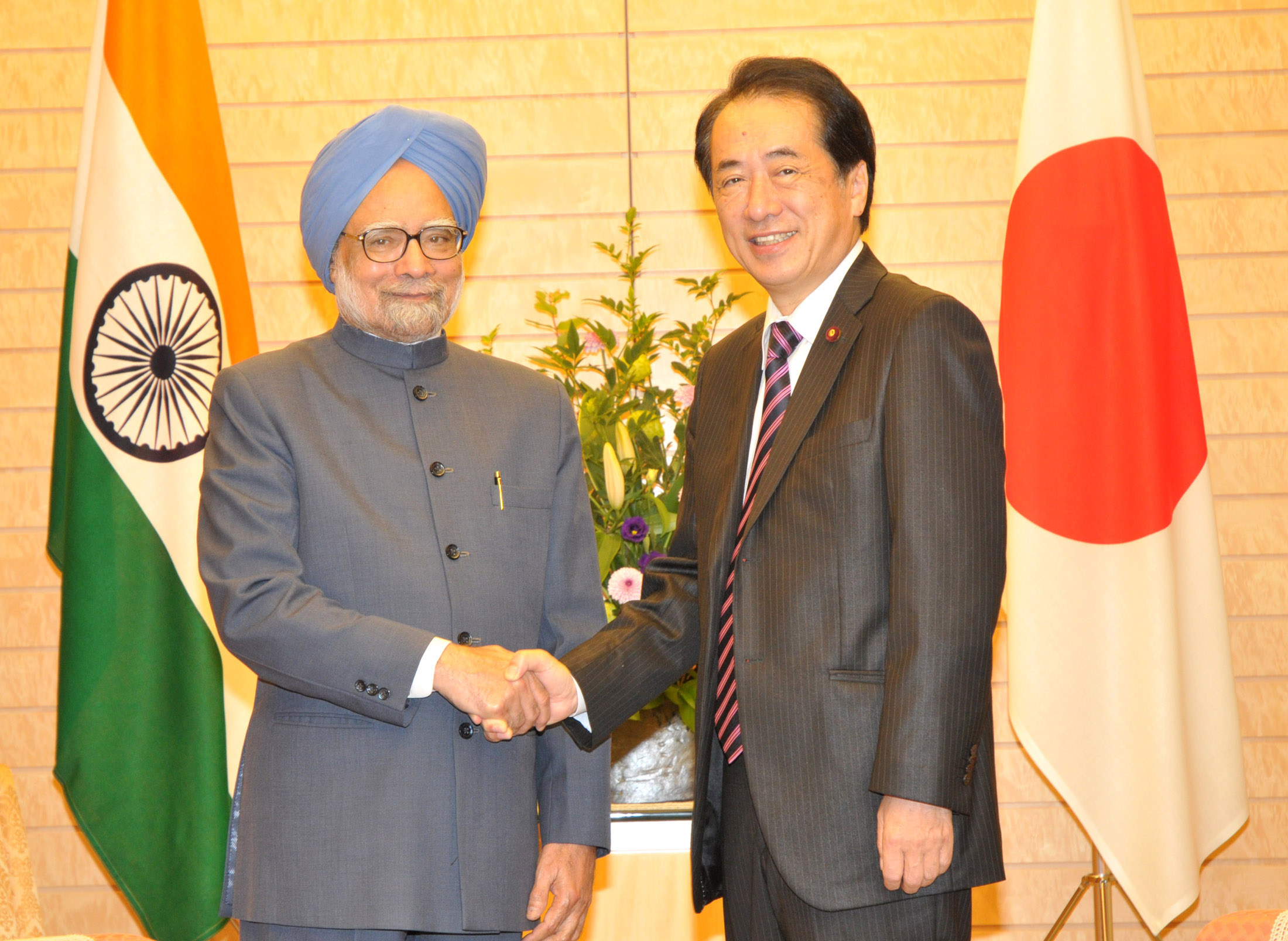
Manmohan Singh và Kan tại Tokyo năm 2010.
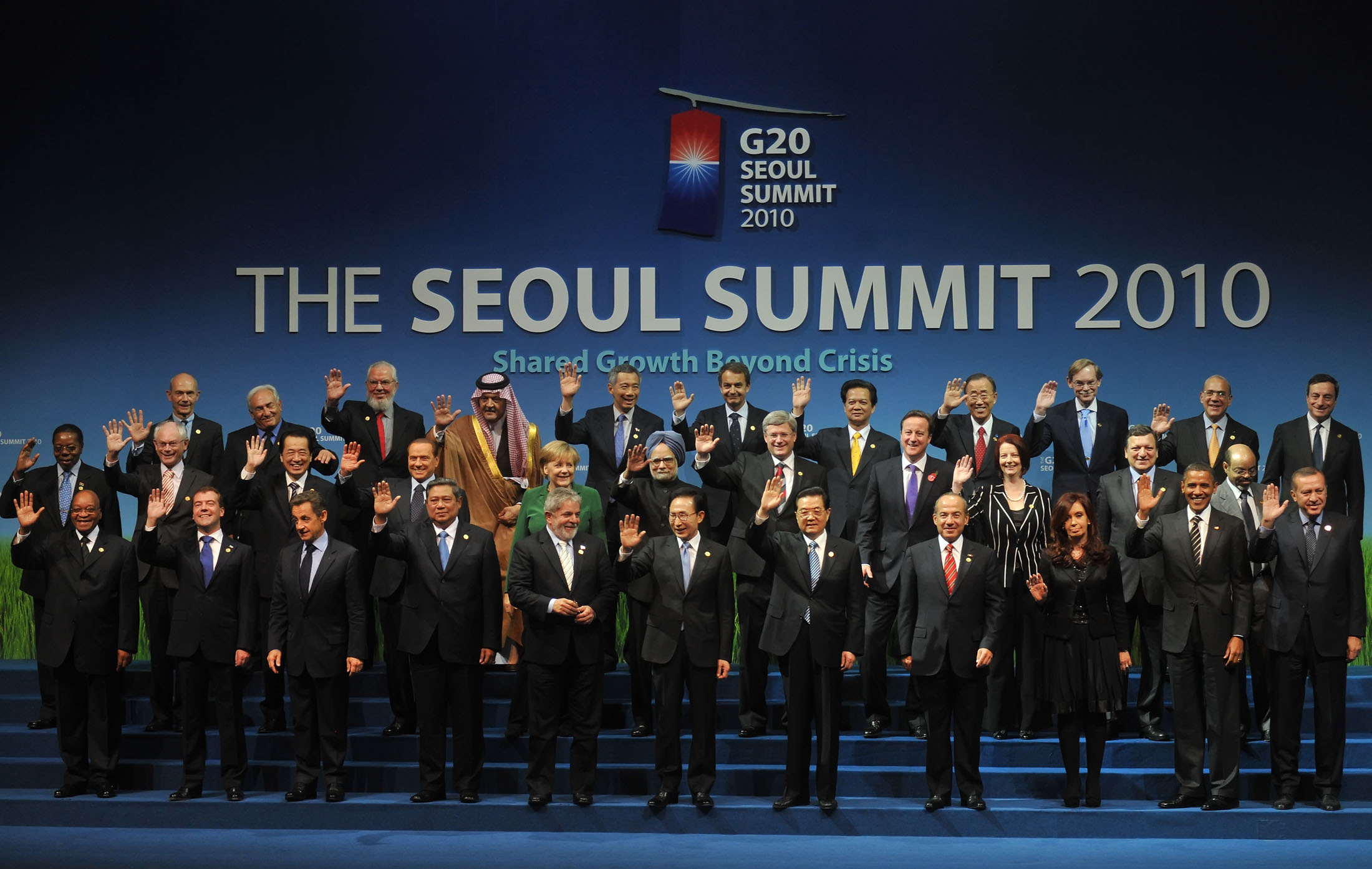
Kan tại Hội nghị G20 ở Seoul, ngày 11 tháng 11 năm 2010.
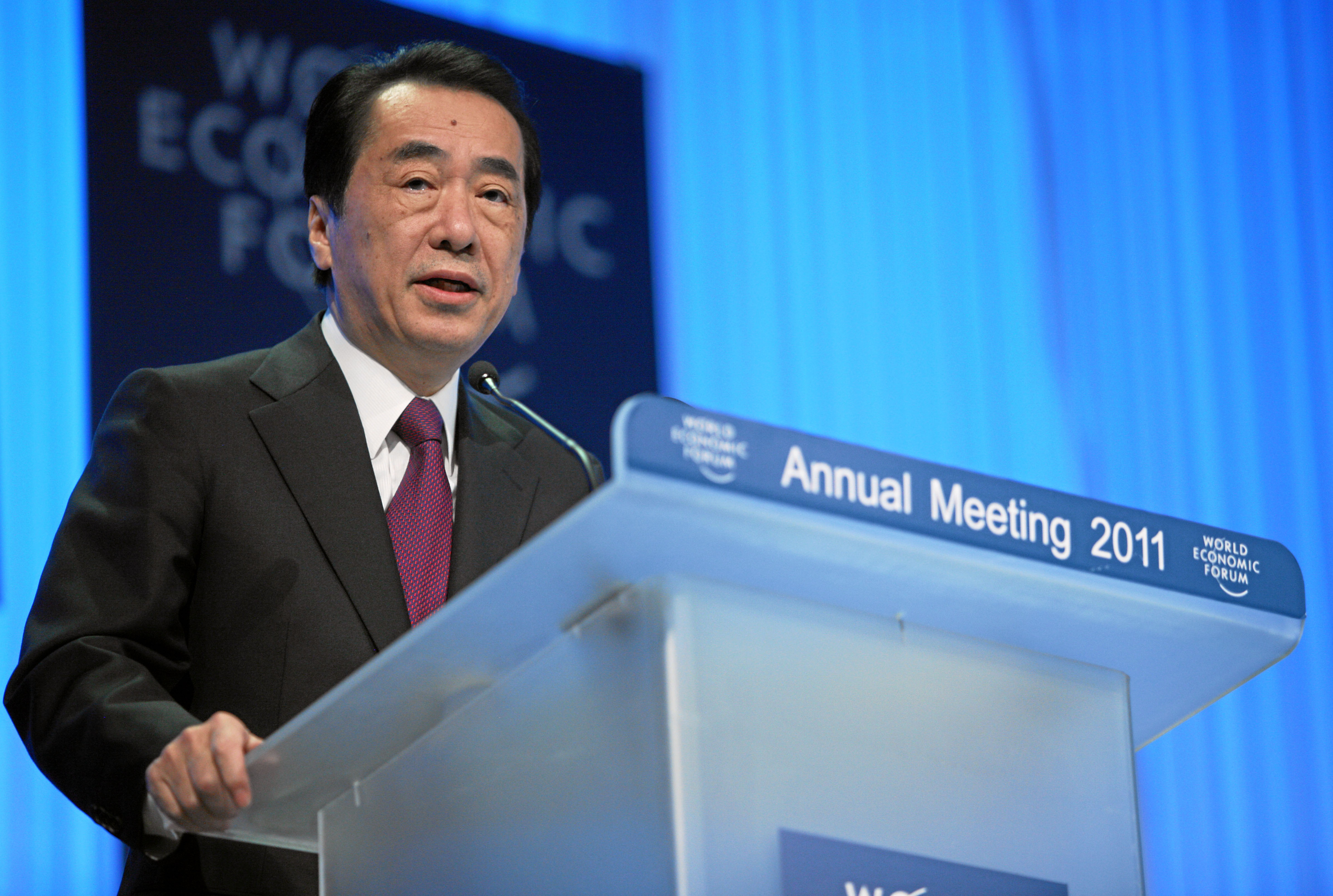
Kan tại Diễn đàn Kinh tế thế giới ở Davos, Thụy Sỹ, 21 tháng 1 năm 2011.
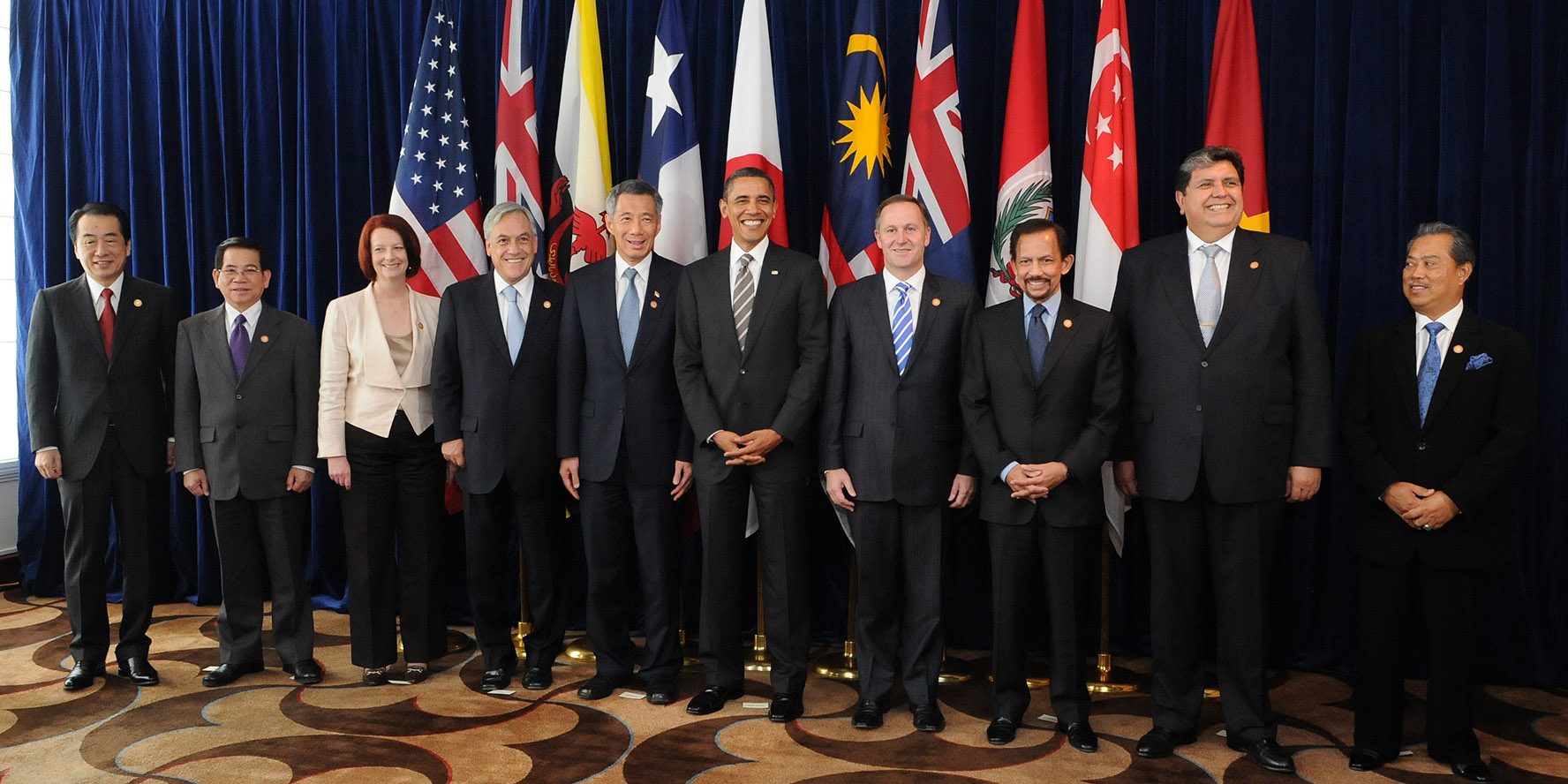
Kan và các nguyên thủ của TPP, 14 tháng 11 năm 2010.
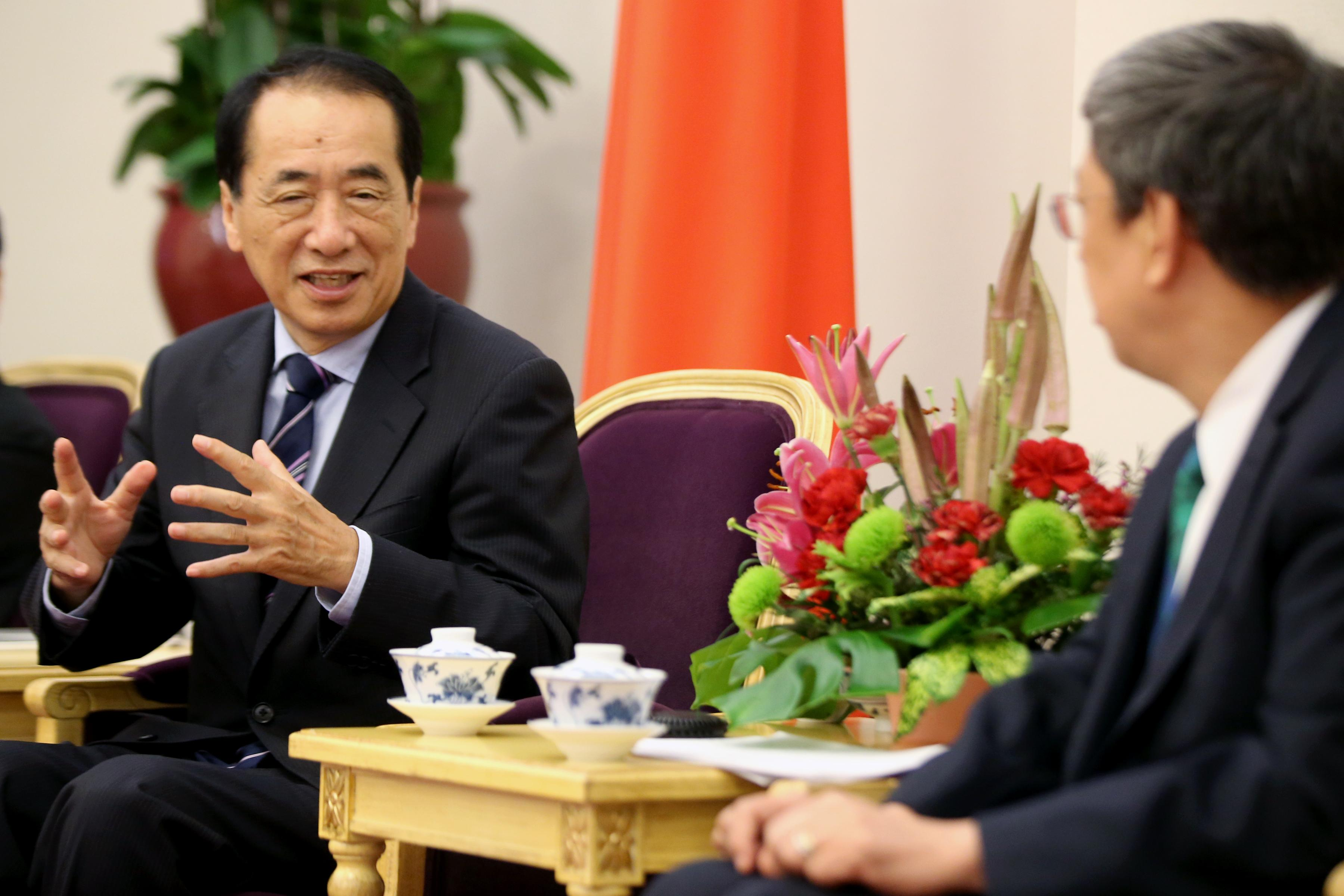
Kan tại Đài Loan, 23 tháng 9 năm 2016.